# 西村弥三郎

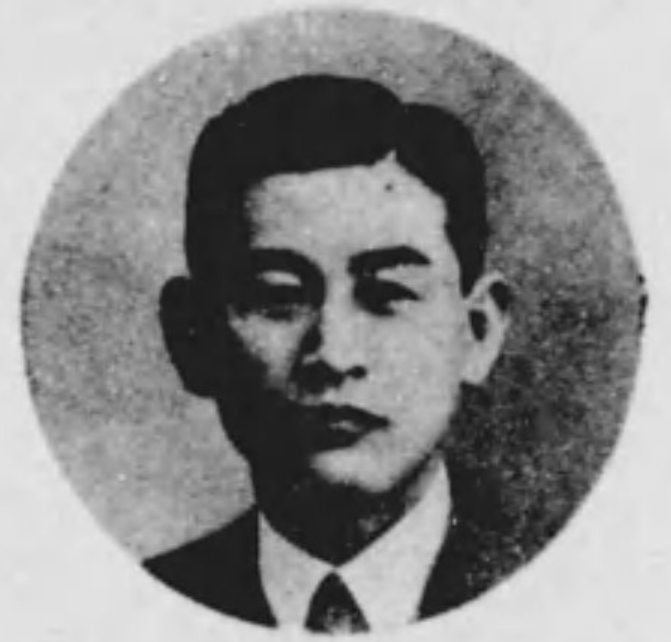
西村 弥三郎

西村 弥三郎（にしむら やさぶろう、1890年（明治23年）4月26日 - 1981年（昭和56年）4月23日）は、大正から昭和時代の政治家、実業家。愛媛県八幡浜市長。愛媛県多額納税者。旧姓は本多、幼名は恭礼。

## 経歴・人物
愛媛県東宇和郡宇和町久枝（現・西予市宇和町久枝）で本多好礼の三男として生まれ、1908年（明治41年）宇和島中学校（現・愛媛県立宇和島東高等学校）卒業とともに八幡浜の素封家・西村家（泉屋）の西村ヒサ方に養子入籍し、当主となる。第五高等学校（現・熊本大学）を経て、1918年（大正7年）東京帝国大学法学部を卒業し、2年間銀行に勤めたのちに郷里に戻り、家業を継ぎ、名を弥三郎と改める。
第二十九銀行（伊予銀行の前身）取締役、八幡浜信用金庫理事長、西宇和郡社会事業協会理事長、壮年団長などを歴任したのち、1936年（昭和11年）3月に前八幡浜市長の酒井宗太郎が病没すると、第2代八幡浜市長に就任。八幡浜駅の開業、大洲・八幡浜線の改良、臨港道路の建設、港湾修築事業の推進、市営乗合自動車の開業などに尽力した。1940年（昭和15年）3月に市長を退任。ほか、八幡浜史談会長や裏千家淡交会支部長などを務めるなど文化人としても活躍した。

## 親族
- 兄：本多真喜雄（衆議院議員・宇和町長）[1]